# Mini Aceman
Mini Aceman — субкомпактный электромобиль-кроссовер, выпускающийся немецким концерном BMW и продающийся под маркой Mini. Это самый маленький SUV марки и второй электрический SUV после Mini Countryman SE.
Как и аналогичный электромобиль Mini Cooper J01, Aceman был разработан и произведён компанией Spotlight Automotive, совместным предприятием BMW Group и Great Wall Motor, на заводе-изготовителе в Чжанцзягане, провинция Цзянсу, Китай.

## Описание

### Концепт
Концепт-кар Mini Aceman был представлен 26 июля 2022 года, формируя новый дизайн для бренда Mini. Сообщалось, что Aceman заменит находящийся в производстве 5-дверный хэтчбек Mini Hatch, а также, возможно, Clubman. Aceman представлен в качестве более крупного внедорожника компактного класса Mini Countryman.
В августе 2022 года на конференции по видеоиграм Gamescom в Кёльне, Германия, компания Mini представила модель концепта Paceman в масштабе 1:1. Посетители могли приобрести уменьшенную модель этого транспортного средства в идентичной упаковке.

### Серийная версия
Серийная версия Mini Aceman была представлена в апреле 2024 года на Пекинском автосалоне. Имея сходство с Mini Cooper J01, автомобиль выпускается в вариантах E и SE. Aceman E оснащён электродвигателем мощностью 135 кВт (181 л. с.) и аккумулятором ёмкостью 42,5 кВт·ч, а Aceman SE оснащён электродвигателем мощностью 160 кВт (215 л. с.) и аккумулятором ёмкостью 54,2 кВт·ч. Модель выпускается в четырёх комплектациях: Essential, Classic, Favored и JCW.